# Autoroute A2 (Nigeria)
Pour les articles homonymes, voir Autoroute A2.
L'Autoroute A2 est une des principales routes du Nigéria. 

## Tracé
Partant de Port Harcourt, elle longe la côte vers l'ouest jusqu'à Benin City pour ensuite remonter vers le nord à travers Lokoja. Elle contourne la capitale Abuja par l'ouest, passe à proximité du monolithe Zuma Rock, passe par Kaduna et s'enfonce ensuite dans le désert septentrional à travers Zaria, Kano où elle croise la route transsaharienne et se termine à Maiaduwa à la frontière nigérienne.
Elle est prolongée au Niger par la route nationale 10.